# John Williams Ntwali
John Williams Ntwali

Link zum Bild

John Williams Ntwali (* 7. Juni 1979 in Rusatira, Präfektur Butare; † 18. Januar 2023 in Kigali) war ein ruandischer Investigativreporter und Chefredakteur bei The Chronicles. Er kam offiziell bei einem gewöhnlichen Verkehrsunfall ums Leben, was jedoch unter anderem von Menschenrechtsorganisationen angezweifelt wird.

## Kindheit und Ausbildung
Ntwali wurde 1979 in Rusatira in der Präfektur Butare geboren. Er war der zweitälteste von sechs Brüdern und besuchte bis 1991 eine Grundschule in Kigali. Bis 1998 ging er auf eine High School in Gitwe. Anschließend studierte er Pädagogik an der Adventist University of Central Africa (AUCA), einer Universität der Siebenten-Tags-Adventisten in Kigali, und machte 2005 seinen Abschluss.

## Journalismus
Ntwali war Chefredakteur bei The Chronicles und Gründer des YouTube-Kanals PAX TV / IREME News.
Er berichtete über den Tod des ruandischen Geschäftsmanns Assinapol Rwigara im Jahr 2015. Nach offiziellen Angaben kam dieser in Gacuriro bei einem Verkehrsunfall ums Leben, was jedoch unter anderem von seiner Tochter Diane Rwigara und weiteren Familienmitgliedern, die eine unabhängige Untersuchung forderten, öffentlich angezweifelt wurde.
Im August 2021 untersuchte Ntwali die gegen den Regierungskritiker Paul Rusesabagina getroffenen gerichtlichen Maßnahmen. Rusesabagina ist weltweit bekannt durch den Film Hotel Ruanda aus dem Jahr 2004, der seine Rettung von Hunderten Tutsis als Hotelmanager während des Völkermords 1994 darstellt. Nach Angaben von Carine Kanimba, der Tochter von Paul Rusesabagina, bekam Ntwali Drohungen zugeschickt, die ihn aufforderten seine Filmmaterialien zu löschen.
Im November 2022 reiste Ntwali mit dem Reporter Samuel Baker Byansi in die Demokratische Republik Kongo, um dort Todesfälle von ruandischen Soldaten zu untersuchen. Militärische Aktivitäten von eigenen Soldaten im Kongo wurden von der ruandischen Regierung jedoch abgestritten.
Darüber hinaus berichtete Ntwali regelmäßig über Enteignungen sowie Inhaftierungen von Journalisten.

## Verhaftungen und Drohungen
Ntwali wurde laut Human Rights Watch (HRW) selbst mehrfach verhaftet und seine Website von einer staatlichen Aufsichtsbehörde blockiert. Im Februar 2016 wurde Ntwali unter dem Vorwurf eine minderjährige Person vergewaltigt zu haben, erneut festgenommen und verbrachte 13 Tage in Haft. Die Vorwürfe stritt er ab. Laut Human Rights Watch berichtete Ntwali der Organisation zudem, „dass er in den Monaten vor seinem Tod Besuche von Sicherheitskräften und Drohanrufe erhalten habe, in denen man ihn aufforderte, sich zu fügen und seine kritische Berichterstattung einzustellen“. 2023 stand Ruanda auf Platz 131 von 180 in der von Reporter ohne Grenzen  erstellten Rangliste der Pressefreiheit.

## Tod
Nach Angaben der ruandischen Polizei kam John Williams Ntwali in der Nacht vom 17. auf 18. Januar 2023 gegen 2:50 Uhr Ortszeit bei einem Verkehrsunfall ums Leben, der sich im Distrikt Kicukiro bzw. in Kimihurura im Distrikt Gasabo der Hauptstadt Kigali ereignete. Eine Sprecherin der Verkehrspolizei gab an, dass ein Auto wegen überhöhter Geschwindigkeit mit dem Motorradtaxi kollidierte, auf dessen Beifahrersitz Ntwali saß. Da er keine Ausweispapiere bei sich hatte, sei er anschließend ins Leichenschauhaus des Kacyiru-Krankenhauses gebracht worden, wo er folgenden Tag von einem seiner Brüder identifiziert worden sei. Sein Tod wurde erstmals fast zwei Tage nach dem Vorfall am Abend des 19. Januar in The Chronicles bekannt gegeben. Ntwali wurde am 22. Januar 2023 beerdigt. Er wurde 43 Jahre alt und hinterließ eine Frau und ein Kind.
Eine Regierungssprecherin kommentierte am 23. Januar auf X (ehemals Twitter), dass „allein in diesem Monat“ 8 Ruander bei Motorradtaxi-Unfällen gestorben seien. Über 100 Organisationen, die sich für Menschenrechte und Pressefreiheit einsetzen, forderten in einer gemeinsamen Erklärung Ende Januar 2023 eine unabhängige Untersuchung des Unfalls.
Am 7. Februar 2023 verurteilte das Kagarama Primary Court in Kigali den mutmaßlichen Fahrer des Fahrzeugs, das Ntwali angefahren hatte, wegen Totschlags.